# Modernismo en Zaragoza

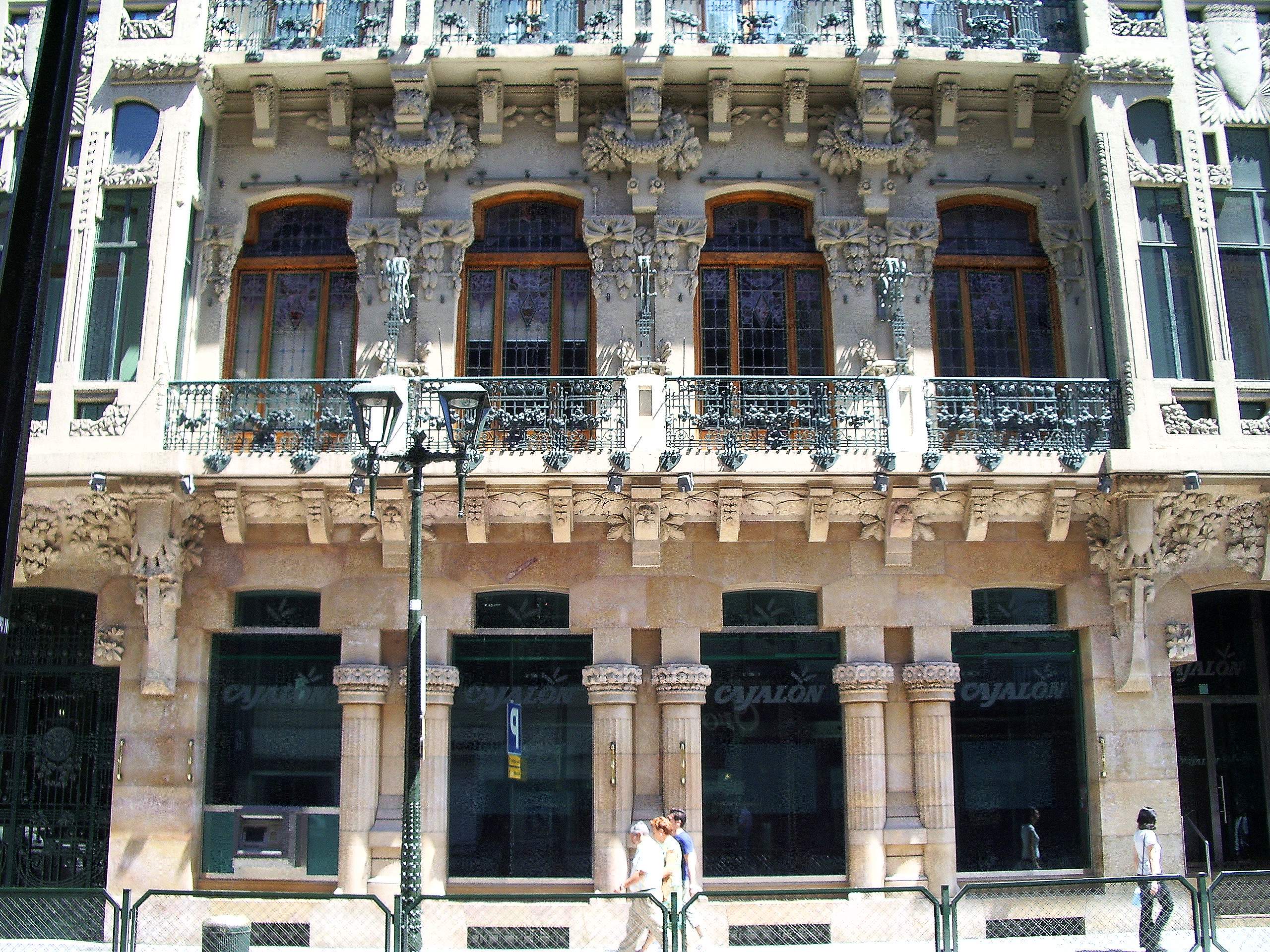
Detalle de la fachada del Casino Mercantil.

El modernismo zaragozano fue un movimiento poco ostentoso, aunque en algún caso, se perciban las enseñanzas de maestros foráneos, como en la Casa Juncosa (1903) de José de Yarza Echenique, en la que se advierte el influjo de Lluís Domènech i Montaner. En general se adscribió a los edificios privados de vivienda, y se interesó más por la ornamentación de sus fachadas a la vista que de soluciones integrales estructurales verdaderamente modernas.
Aunque durante mucho tiempo se ha venido atribuyendo a Ricardo Magdalena la autoría de la mayoría de los edificios de habitación modernistas, tras las investigaciones en los archivos municipales de 1986, se sabe que no realizó ninguno de los edificios que se le asignaron, aunque, como arquitecto de la ciudad, intervino en la aprobación de muchos de ellos.
Son los jóvenes arquitectos José de Yarza Echenique, Julio Bravo Folch, o el talaverano Juan Francisco Gómez Pulido quienes erigieron la mayor parte de los edificios modernistas de la ciudad, concentrándose particularmente en el Paseo de Sagasta.

## Mercado central
- Avenida de César Augusto s/n

El Mercado Central de Zaragoza fue diseñado en 1901 por el arquitecto aragonés Félix Navarro Pérez para sustituir al tradicional que se realizaba al aire libre en la antigua plaza del mercado, encargado por la Sociedad Nuevo Mercado de Zaragoza y en 1903 ya estaba finalizado. 
El edificio construido en estructura de hierro tiene un diseño funcional y armonioso y una planta rectangular. Ha desempeñado hasta la actualidad la función para la que fue concebido, y a pesar de las amenazas de demolición de la década de los setenta, para ampliar el espacio de la circulación rodada en este tramo de la Avenida de Cesaraugusto, en 1986 fue renovado tanto en su estructura como en su equipamiento. En 2007 se inicia una nueva reforma. 

## Casino Mercantil
- Coso nº 29

El Casino Mercantil, Industrial y Agrícola, está situado en el número 29 de la calle del Coso de Zaragoza, y se erigió en 1912 el solar del palacio de los Coloma, del siglo XVI, del que aún se conservan tres artesanados reinstalados en el nuevo edificio. 
El edificio fue obra de un joven Francisco Albiñana Corralé que combinó elementos modernistas y de la Secesión vienesa para edificar este centro de la vida social de Zaragoza, sede también del Ateneo de Zaragoza.
Profusa pero cuidadosamente ornamentado, tanto en su fachada exterior como en los elementos interiores, para los que se diseñaron piezas de gran armonía y efecto, siempre en relación con el estilo centroeuropeo de la época, constituyendo el edificio modernista de referencia en la ciudad. 

## Quiosco de la música
- Parque Grande

El Quiosco de la música fue realizado para la Exposición Hispano-Francesa de 1908 por José y Manuel Martínez de Ubago Lizarraga y constituye una de las mejores muestras de modernismo de la ciudad, debido a sus líneas ondulantes, el vuelo de cristal de sus aleros y la filigrana de la estructura de hierro. Remata en una cúpula muy peraltada y ovoide decorada por tejas de cerámica vidriada.
Lo liviano de su arquitectura, efímera en origen, ha podido ser causa de numerosos traslados con sus consiguientes desperfectos, por lo que ha sido restaurado en numerosas ocasiones. Trasl la Exposición Hispano-Francesa de 1908 fue trasladado al centro del Paseo de la Independencia.
En 1924 regresa a su primera ubicación en la plaza de los Sitios hasta principios de los años 60 de ese siglo, en que fue reinstalado en su emplazamiento actual del Parque Grande José Antonio Labordeta.

## Casa Molins
- Calle Alfonso I nº 2

El ya anciano arquitecto Fernando de Yarza, continuador de toda una familia de arquitectos zaragozanos activos desde siglos atrás, emprendió la reforma de las fachadas del edificio de viviendas de la calle Alfonso I número 2, casa que hace esquina con el Coso alto zaragozano.
Una de sus intervenciones supuso la elevación de otro piso y sobre todo, se esforzó en decorar la fachada con decoraciones florales en relieve, de gran realismo, que enmarcaron los vanos de puertas y ventanas. También la ornamentación del atrio de entrada reúne un buen repertorio de elementos del nuevo lenguaje, con exquisitas labores en piedra y forja.
El edificio tiene la particularidad de ser el precursor del modernismo en Zaragoza y de sentar las bases de la tipología de los edificios de la nueva calle Alfonso I, abierta en el siglo XIX para tener un acceso visual desde el Coso hasta la cúpula central del Pilar, en un proyecto de reforma de los intrincados callejones y adarves de herencia andalusí.
En este estilo arquitectónico, Fernando Yarza fue continuado por su hijo, José de Yarza Echenique, con otros edificios modernistas de la ciudad, como el situado en el número 25 de la calle Prudencio.

## Edificio de la calle Prudencio n.º 25
Primera del hijo de Fernando Yarza José de Yarza Echenique, muy cercana a la calle Alfonso I, aunque al otro extremo de la calle de la casa reformada por su antecesor, fue iniciada por este y completada por su hijo.
Utiliza como elemento constructivo el ladrillo, como es habitual en la arquitectura zaragozana, pero lo recubre con amplios miradores de forja y cristal, convirtiendo la fachada en una obra de trasparencias sobre los vanos del fondo. 
Las dos primeras plantas tienen una distinta composición, con columnillas que ritman vanos de apariencia apaisada, a modo de zócalo.

## Edificio de la calle Manifestación n.º 16
Edificada por el recientemente descubierto Julio Bravo Folch en 1902, es otra de las obras pioneras del modernismo zaragozano, en este año de explosión de esta tendencia en el urbanismo de la ciudad. 
La casa de viviendas presenta fachadas a la calle Manifestación y a la de Santa Isabel, formando un chaflán que mira hacia la plaza del Justicia. Los balcones y los recercados de las ventanas concentran la ornamentación en forja y relieves escultóricos de piedra, mientras que los lienzos utilizan el ladrillo. 
Es de destacar la decoración de arcos mixtilineos que rodea la puerta de acceso, quizá en recuerdo de la arquitectura islámica de La Aljafería. El juego entre el ladrillo y la piedra labrada, así como los gráciles balconcillos adornados de forjas muy aparentes del chaflán, dan la definitiva prestancia a esta obra.

## Casa Juncosa
- Paseo de Sagasta nº 11

Es entre los números 9 y 23 de la acera de los impares del Paseo de Sagasta donde encontramos la mayor densidad de arquitecturas habitacionales modernistas de toda la ciudad. 
Uno de sus edificios más representativos es la casa propiedad del señor Juncosa, situada en el número 11 de esta avenida, más allá del boulevard que supuso el Paseo de la Independencia, en la expansión hacia el sur y hacia el Canal Imperial de Aragón que experimentó la ciudad augustea a principios del siglo XX.
La vivienda fue diseñada en 1903 por José de Yarza Echenique y terminada tres años más tarde en 1906, incorpora una fachada con su remate escalonado a modo de almenas, toda ella ornamentada con relieves de ornamentación vegetal en capiteles, frisos y rejerías de los balcones, así como en alféizares de ventanas y, especialmente, en el arco rebajado de la puerta, de inspiración medievalizante. En el eje central, un mirador de vidrio montado sobre un trabajo de forja acorde con el resto. El interior también alberga diseño modernista: puertas, vidrieras, zócalos, comparten un alarde creativo en un edificio declarado monumento nacional en 1983.
Toda la concepción de la casa está influida por la maestría de Lluís Domènech i Montaner, quien fue amigo y compañero en la Escuela de Arquitectura de Barcelona.

## Casa Retuerta
- Paseo de Sagasta nº 13

Proyectada por el maestro de obras de Talavera de la Reina, el arquitecto Juan Francisco Gómez Pulido en 1904, la decoración y el diseño de los vanos actual no coincide con el aspecto que tuvo esta obra en su origen. De todos modos, aún se puede apreciar el dinamismo de las formas y lo liviano de la tribuna acristalada del chaflán.
Su situación en una esquina entre dos vías urbanas, hace destacar precisamente la perspectiva del chaflán, con una concepción estructural de pilares y arcos de gran originalidad.

## Edificio del Paseo de Sagasta n.º 17
Esta casa de viviendas es una obra modernista de 1903 del arquitecto Félix Navarro Pérez. Guarda paralelismos en su ornamentación con los edificios adyacentes, que dan al Paseo de Sagasta una elegancia art nouveau no exenta de sencillez y líneas compositivas claras y no demasiado organicistas.
Forma, junto con los edificios números 11, 13 y 19 el tramo más representativo del modernismo en la ciudad, con monumentos destacables como la Casa Juncosa, la Casa Retuerta o la Casa Corsini, que dan un aire de decadentismo a este Paseo de Sagasta. No hay tal concentración de edificios de este calado fin de siècle en ninguna otra zona de Zaragoza.

## Casa Corsini
- Paseo de Sagasta, 19

Se trata de otra obra del mencionado Juan Francisco Gómez Pulido construida al tiempo que la casa Retuerta, en 1904.
Como aquella, destaca su mirador achaflanado y los trabajos de forja que lo conforman. Asimismo también ofrece muestras de la habitual decoración floral en los recercados de los vanos.
Sin embargo, y en paralelo de nuevo con la obra cercana del Paseo de Sagasta 13, diversas reformas han hecho que el edificio presente un estado bastante distinto al que tuvo en su origen, si bien no ha perdido la prestancia modernista que lo caracterizó.

## Edificio de la calle San Jorge n.º 3
- San Jorge, 3

Obra de Julio Bravo Folch de 1905, sus dos fachadas forman un agudo ángulo unificándose en su airoso chaflán. 
El edificio tiene una homogeneidad notable con una obra anterior de 1902, el edificio de la calle Manifestación número 16, ya comentado.
La fábrica de los muros es, como en el ejemplo de la calle Manifestación, en ladrillo, y sobre él se abren los vanos recercados de piedra y labores de forja en los balcones y el mirador del chaflán.

## Casa Palao
- Paseo de Sagasta, 76

El nombre de este bello edificio se debe al conocido escultor zaragozano de finales del siglo XIX y comienzos del siglo XX, Carlos Palao. La obra fue encargada en el año 1905 a Félix Navarro para edificar una casa en los terrenos de su propiedad en Sagasta esquina con Camino del Sábado. El desnivel existente en el terreno y la intencionalidad del escultor porque su vivienda quede sujeta o alineada al trazado del paseo, hace que las obras se demoren hasta 1912, fecha en la que se le concede nueva licencia, pero esta vez ya con planos de Miguel Ángel Navarro Pérez, que se hacía cargo de todas las obras de su padre, tras su recién desaparición.
Es uno de los últimos ejemplos de modernismo en Zaragoza, que ya anuncia la austeridad decorativa propia del racionalismo.
Se trata de un edificio que se adapta a una ligera inclinación del firme y a una escasa anchura en la fachada. Solo hay relieves florales en los capiteles de las columnas exentas de la planta baja. En las plantas formas curvas, huecos bien ritmados y un sabio tratamiento de las líneas en su conjunto, hacen de este edificio uno de los más refinados de los primeros años del siglo XX.

## Puente de América
El Puente de América es un puente sobre el Canal Imperial de Aragón, de estilo modernista y clasificado como bien de interés arquitectónico. Forma parte de la más amplia Avenida de América, que surca Torrero. Proyectado por el ingeniero del Canal José María Royo Villanova, encargándose el arquitecto municipal Ricardo Magdalena Tabuenca de la decoración, el puente se inauguró el 11 de octubre de 1903. Las barandillas modernistas fueron ejecutadas por el rejero José González. Destacan las elegantes decoraciones de cuidado diseño y las barandillas y candelabros, de estética modernista y excelente trabajo de fundición.